# Georg Otto von Toggenburg
Georg Otto rytíř von Toggenburg-Sargans (Georg Otto Aloys Udalricus Ritter von Toggenburg-Sargans) (24. ledna 1810 Rhäzüns, Švýcarsko – 8. března 1888 Bolzano, Rakousko-Uhersko) byl rakouský politik a státní úředník švýcarského původu. Od mládí působil ve státních úřadech habsburské monarchie, dvakrát byl místodržitelem v Benátkách (1850–1855 a 1860–1866), mezitím zastával v rakouské vládě funkci ministra obchodu (1855–1859). Aktivní kariéru zakončil jako místodržitel v Tyrolsku (1866–1868), poté odešel do výslužby. V roce 1881 byl jmenován členem Panské sněmovny, jeho potomstvo získalo v roce 1892 titul hrabat.

## Životopis

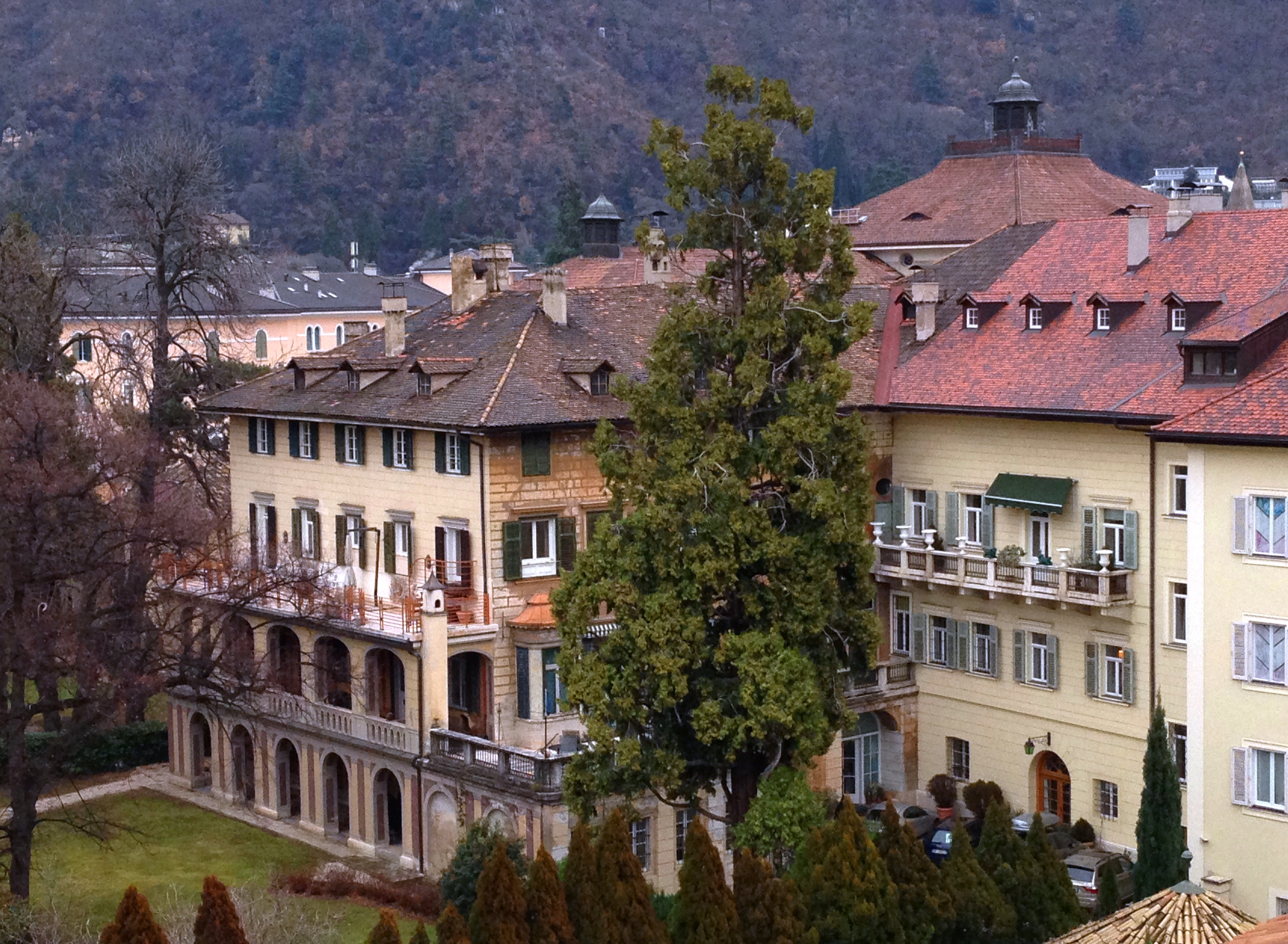
Rodové sídlo v Bolzanu (Palais Toggenburg)

Pocházel ze staré švýcarské rodiny, byl synem Johanna Georga Toggenburga (1765–1847), který pro svou osobu získal francouzský titul vikomta a koupil hrad Sargans. Georg získal středoškolské vzdělání v St. Gallenu, poté studoval práva na univerzitách ve Vídni a Innsbrucku. V roce 1832 vstoupil do státních služeb a začínal jako konceptní praktikant u zemské vlády v Innsbrucku (1832). Později byl krajským komisařem v Tridentu (1839–1842), Bregenzi (1842–1843), Gorici (1843–1844) a Pisinu (1844–1847). V roce 1848 vedl prezidiální kancelář zemské vlády v Terstu a v letech 1849–1850 byl krajským prezidentem v Tridentu.

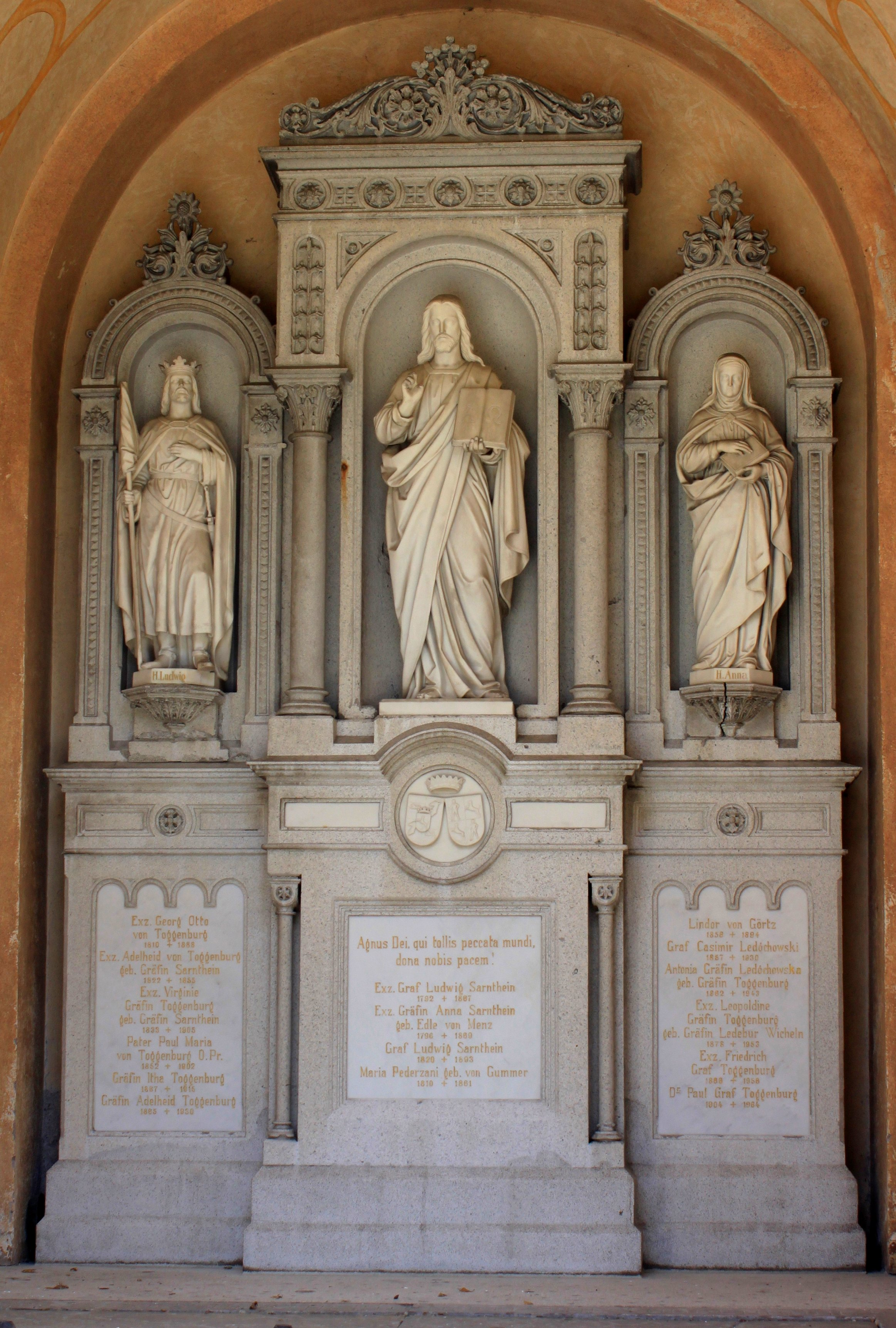
Hrobka rodu Toggenburgů v Bolzanu

V letech 1850–1855 byl guvernérem, respektive místodržitelem v Benátsku, v této funkci byl podřízen vrchnímu veliteli Lombardsko-benátského království maršálu Radeckému. Poté byl povolán do Vídně a v letech 1855–1859 byl rakouským ministrem obchodu. V tomto úřadu inicioval reformy v průmyslu, snažil se o udržení obchodních vztahů dědičných zemí s italskými državami a k dokonalosti přivedl rakouský poštovní a telegrafní systém. Po pádu Bachovy vlády rezignoval na funkci v srpnu 1859 a o půl roku později se vrátil do Benátek, kde byl v letech 1860–1866 znovu místodržitelem. V této době došlo v důsledku války s Itálií ke ztrátě Lombardie (1861) a po válce v roce 1866 nakonec i Benátek. V letech 1866–1868 byl místodržitelem v Tyrolsku a v roce 1868 odešel do výslužby.
Za zásluhy byl nositelem velkokříže Leopoldova řádu (1868) a Řádu železné koruny I. třídy (1852). V roce 1881 byl jmenován doživotním členem Panské sněmovny. Získal také čestné občanství v Terstu (1857). Jeho potomstvu byl v roce 1892 přiznán titul hrabat.
V roce 1852 se oženil s hraběnkou Marií Adelheid ze Sarntheinu (1822–1855), po ovdovění se podruhé oženil s její sestrou Marií Virginií (1833–1905). Z obou manželství se narodilo celkem osm dětí, z potomstva vynikl syn Friedrich (1866–1956), který byl taktéž místodržitelem v Tyrolsku a v letech 1917–1918 rakouským ministrem vnitra. Dědictvím po rodině hrabat ze Sarntheinu byl palác v Bolzanu známý jako Palais Toggenburg.